# 25116 Jonathanwang
25116 Jonathanwang è un asteroide della fascia principale. Scoperto nel 1998, presenta un'orbita caratterizzata da un semiasse maggiore pari a 2,3156113 UA e da un'eccentricità di 0,1893160, inclinata di 2,91632° rispetto all'eclittica.